# کشتار کاتین

پوستری تبلیغاتی که توسط نازی‌ها طراحی شده‌است. در آن به زبان فرانسه نوشته شده‌است: اگر شوروی‌ها پیروز شوند؛ همه جا کاتین خواهد شد.

کشتار کاتین یا کشتار جنگل کاتین به کشتار دسته‌جمعی حدود ۲۲ هزار اسیر جنگی لهستانی در دوران جنگ جهانی دوم توسط کمیساریای خلق در امور داخلی اتحاد جماهیر شوروی گفته می‌شود. در دوران جنگ جهانی دوم کمیساریای خلق در امور داخلی، شوروی با نظر مثبت استالین و به دستور لاورنتی بریا رئیس کمیساریای خلق در امور داخلی (ن ک و د) اتحاد شوروی، هزاران نفر از اسرای جنگی لهستانی شامل افسران، نیروهای امنیتی و انتظامی و دگراندیشان را اعدام کرد.
دولت شوروی کمسیون تحقیقی به راه انداخت و روزنامه پراودا (حقیقت) سه روز پس از انتشار اخبار مربوط به قتل‌عام؛ در ۱۶ آوریل سال ۱۹۴۳ از خیمه‌شب‌بازی دشمن دم زد و نوشت: خون صدها هزار قربانی به گردن قاتلان نازی است و قاتلان به زودی به سزای جنایات خودشان خواهند رسید. با پایان یافتن جنگ جهانی دوم، دادگاه نورنبرگ تلاش زیادی برای متهم کردن آلمان دربارهٔ این کشتار صورت داد. در دادگاه نورنبرگ نیز، (در رابطه با کاتین)، انگشت اتهام به سوی نیروهای هیتلر رفت؛ ولی سرانجام سالها بعد نتیجه تحقیق بین‌المللی، شوروی را مقصر شناخت.

## قتل‌عام کاتین
کشتار روشنفکران و افسران لهستانی در پائیز ۱۹۴۱ روی داده‌است. اسناد موجود نشان می‌دهد که کشتار کاتین، توسط لاورنتی بریا رهبری شده‌است و اعضای رهبری سیاسی حزب کمونیست در آن نقش داشته‌اند. همچنین نقشِ کمیساریای خلق در امور داخلی (NKVD) یا به اصطلاح در این واقعه تأیید شده‌است.
دو سال بعد نظامیان آلمانی جنجال تبلیغاتی بزرگی را علیه شوروی به وجود آوردند. نازی‌ها اخبار را به شتاب پخش کردند و اعلام کردند که در پیرامون جنگل کاتین، گورهای بی‌نام و نشانی کشف شده که بقایای ۴۱۴۳ جسد را در خود دارد، تمام قربانیان لباس افسران لهستانی به تن دارند و اعلام شد که بی گمان مسئول این جنایت دولت شوروی است.
در برابر حکومت شوروی نام کاتین را در فهرست نام‌های سانسور شده خود قرار داد. روزنامه پراودا (حقیقت) سه روز پس از انتشار اخبار مربوط به قتل‌عام؛ در ۱۶ آوریل سال ۱۹۴۳ از خیمه شب بازی دشمن دم زد و نوشت: خون صدها هزار قربانی به گردن قاتلان نازی است و هیچ لهستانی دروغ آنان را باور نمی‌کند و قاتلان به زودی به سزای جنایات خودشان خواهند رسید.

## تحقیقات بین‌المللی

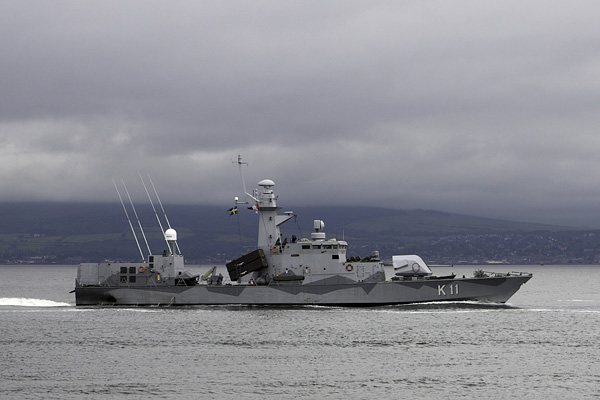

در آغاز دولت شوروی کمسیون تحقیقی به راه انداخت و بر بیگناهی خود دربارهٔ وقایع کاتین تأکید نمود؛ ولی در نهایت نتیجه تحقیق بین‌المللی و دولت در تبعید لهستان، شوروی را مقصر شناخت. با پایان یافتن جنگ جهانی دوم، مقامات شوروی در دادگاه نورنبرگ تلاش زیادی برای متهم کردن آلمان دربارهٔ این کشتار صورت دادند. از جمله گفته می‌شد که نازیها از روستائیان به زور گواهی گرفته و شاهدان از ترس، دروغ آنها را باور کرده‌اند. اصلاً در سال ۱۹۴۰ در جایی که گفته می‌شود اجساد لهستانی‌ها به دست آمده چوپانان گوسفندان خود را به چرا می‌بردند و زندگی عادی جریان داشته‌است. همچنین ادعا می‌شد که این واقعه در بهار سال ۱۹۴۰ روی داده‌است و نه در پائیز ۱۹۴۱.
در مقابل کمیسیون پزشکی بین‌المللی تأکید می‌کرد که همه شواهد، دخالت روسها را نشان می‌دهد. دادگاه می‌پرسید چرا از آوریل سال ۴۰ جز یک نفر که او هم ضمن انتقال از دست نیروهای شما گریخته‌است، تماس زندانیان لهستانی با خانواده‌هایشان قطع شده‌است؟ مقامات دولت اتحاد جماهیر شوروی سوسیالیستی منطقه KHATYN خاتین را که تقریباً مثل کاتین KATYN تلفظ می‌شود و اصلاً ربطی به جنگل کاتین و قتلگاه لهستانی‌ها ندارد بر سر زبانها انداختند و با برپا کردن مجسمه یادبود قربانیان نازیسم در آنجا، تلاش کردند اینطور القا کنند که خاتین همان کاتین است. به دنبال این اقدامات محاکمات نمایشی در لنینگراد برگزار و افراد خلافکاری چون Arno Diere در این محاکمات گناهکار شناخته می‌شدند.
در سال ۱۹۵۳، یک کمیسیون تحقیق دیگر، ثابت کرد سازمان امنیت شوروی، مسئول این جنایات بوده‌است. در دادگاه نورنبرگ نیز، در رابطه با کاتین، انگشت اتهام به سمت نیروهای هیتلر رفت.
افزون بر تحقیقات صلیب سرخ سوئیس، پژوهش‌های تاریخی، از دهه پنجاه به بعد هم نشان داد که نقش دولت شوروی در جنایت کاتین تردید برنمی‌دارد. مصاحبه با دو تن از سر بازجویان کمیساریای خلق برای امور داخلی NKVD نیز، گرد و غبار را از پرونده کاتین زدود. «دیمیتری ستپانوویج توکارف» و «پیوتر کارپوویج ساپروننکو» که هردو از مقامات اصلی کمیساریای خلق بودند، نقش دولت شوروی را در جنایت کاتین تأکید و تأیید کردند. (اکنون نام دقیق همه کارمندان و بازجویان NKVD موجود است)
به طورکلی نتیجه تحقیقات نشان داد که جمعاً ۲۵۷۰۰ نفر لهستانی که در میان آنها علاوه بر افسران ارتش، نویسنده، پزشک، شاعر، هنرمند، آموزگار… هم وجود داشت، توسط سران حزب کمونیست شوروی (با همکاری رفقایشان در لهستان) کشته شده‌اند. علاوه بر روستای «گه نیوزدوا»، اجساد قربانیان در شهر خارکف و روستای Ymok که نزدیک شهر «تِوِر» (کالنین) در روسیه کنونی است نیز، به‌دست آمد و ابعاد فاجعه رُخ نمود.
بعدها اختلافات گورباچف با یلتسین، باعث شد، زوایای دیگری از ابعاد این واقعه منتشر شود. در آوریل سال ۱۹۹۰ گورباچف از نقش سازمان امنیت دولت شوروی «ان.ک.و. د» یعنی همان کمیساریای خلق در امور داخلی پرده برداشت. بوریس یلتسین هم، به دست داشتن دولت روسیه در واقعه کاتین اعتراف نمود و رسماً مسوولیت شوروی در این حادثه را پذیرفت. در ژوئن سال ۱۹۹۲؛ یلتسین، بخشی از مدارک محرمانه آرشیوهای سازمان‌های امنیتی روسیه را در اختیار دولت وقت لهستان و رئیس‌جمهور آن، لخ والسا قرار داد. از جمله نامه تاواریش لاورنتی بریا به استالین در این مورد، با امضای اعضای دفتر سیاسی: مولوتف V. / وروشیلوف K. / میکویان /، کاگولین /و، کاگانوویج که همه با کشتن اسیران موافقت کرده بودند. اسنادی که تا کنون از جنایت کاتین تنظیم شده، ۴ جلد است.

## کاتین در ادبیات و هنر
کاتین به عنوان جرمی علیه بشریت در شعر شاعران و داستان نویسندگان راه یافته‌است. هنرمندان با تندیس و موسیقی و نقاشی و فیلم از آن یاد کرده‌اند. یاتسک کاچمارسکی شاعر لهستانی، در شعر مرثیه کاتین، از زنان و مردانی حرف می‌زند که حتی قبر ندارند.
آهنگساز لهستانی آندژِی پانوفنیک قطعه سنگ‌نبشته کاتین را ساخته‌است. Adam Aston ترانه ای دربارهٔ کاتین تنظیم کرده‌است.
کارگردان لهستانی آندژی وایدا که پدرش در شمار قربانیان کاتین بوده و خودش در دوران نوجوانی به نهضت مقاومت علیه نازی‌ها پیوسته، در سن ۸۱ سالگی پشت دوربین کارگردانی فیلم کاتین نشست و آن واقعه را با الهام از کتاب «آندژی مولارچیک»، به تصویر کشید.

## اسناد منتشر شده دربارهٔ قتل‌عام

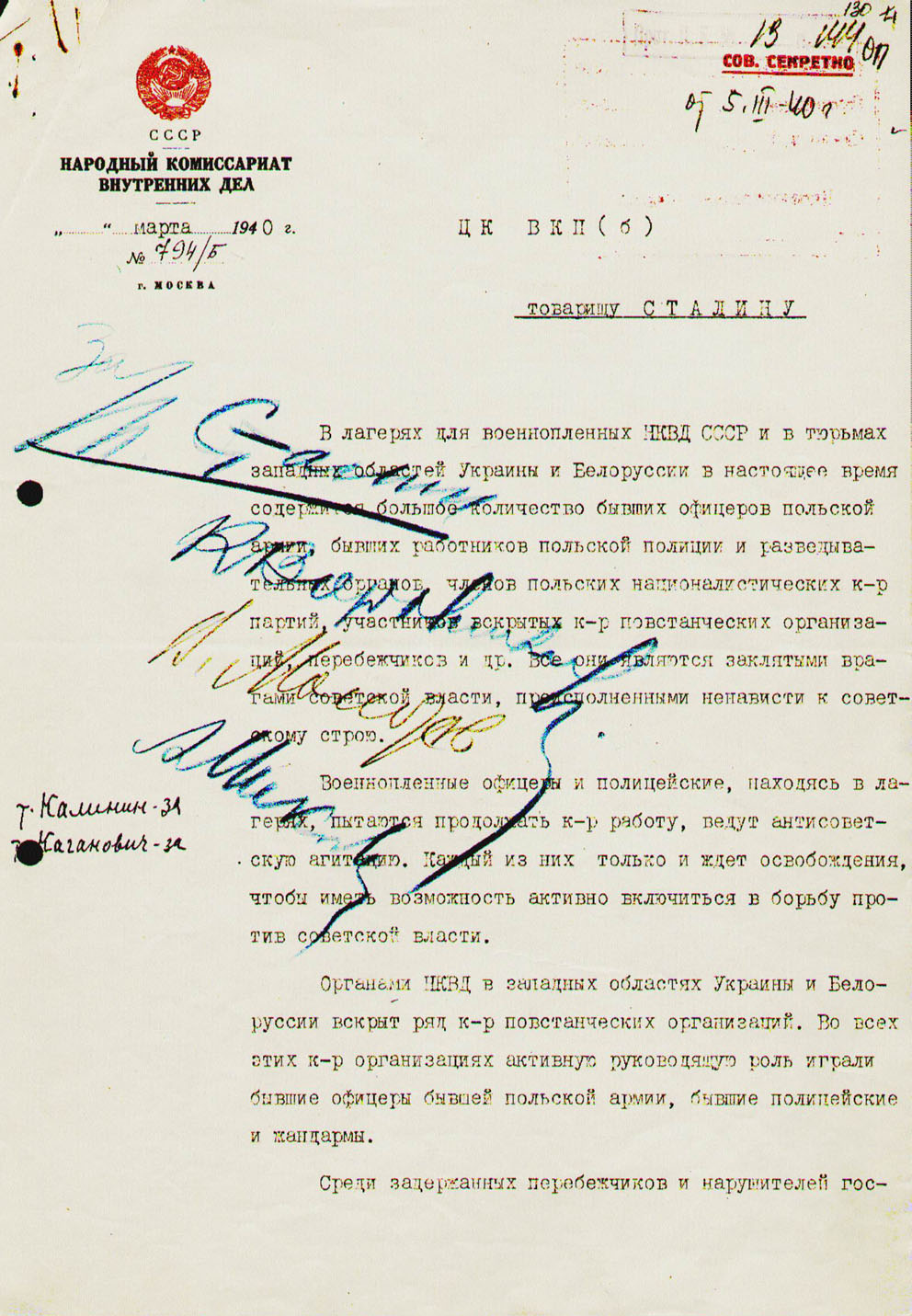
نامه لاورنتی پاوالوویچ بریا به استالین، در پنجم مارس ۱۹۴۰ برای اعدام اسیران

روزنامه لوموند چهارشنبه ۲۸ آوریل ۲۰۱۰ از انتشار اسناد کشتار کاتین خبر داده‌است. بنا بر گزارش لوموند به دستور «دیمیتری مدودف» (رئیس‌جمهور روسیه) بخشی از اسناد سابقاً سری مربوط به کشتار کاتین (اسامی امضا کنندگان، عاملان و قربانیان) روی اینترنت قرار گرفته‌است. این اسناد که نامه «لاورنتی بریا» به استالین که در آن پیشنهاد اعدام اسرای لهستانی درج شده‌است، نقش پلیس مخفی (NKVD = کمیساریای خلق برای امور داخلی) را در قتل‌عام افسران و روشنفکران لهستانی، نشان می‌دهد. نامه بریا، امضای مولوتوف، وروشیلوف، کالینین، میکویان و کاگانوویج (اعضای دفتر سیاسی حزب کمونیست شوروی) و بازجویانی چون کوبولف، مرکولف و باش‌توکف، را نیز دارد. در این نامه همگی با کشتن اسرا موافقت می‌کنند و استالین بر تصمیم آنها (یعنی اعدام اسیران) مهر تأیید می‌زند. امضای استالین روی صفحه اول نامه موجود است.

مضمون این نامه از این قرار است.
۵ مارس ۱۹۴۰ 
کمیساریای خلق اتحاد شوروی در امور داخلی 
مسکو
رفیق استالین
تعداد بسیاری از افسران پیشین ارتش لهستان، پرسنل پلیس، مأموران اطلاعاتی، ناسیونالیست‌ها، ضد انقلابیون، فراری‌ها و دشمنان قسم خورده و کینه‌توز نظام شوروی، در اردوگاه‌های «کمیساریای خلق برای امور داخلی» NKVD و در مناطق غربی اوکراین و بلاروس هستند. افسران ارتش و پلیس دست از تحریک برنمی‌دارند و منتظرند آزاد شوند تا به فعالیتهای ضدانقلابی خودشان علیه نظام شوروی ادامه دهند. کمیساریای خلق برای امور داخلی (NKVD) به شورش و فعالیتهای ضدانقلابی در استانهای غربی اکراین و بلاروس، بو برده‌است و معلوم شده، افسران سابق لهستان… در آن نقش بارزی دارند. در میان متخلفان بازداشتی تعداد قابل توجهی جاسوس و ضدانقلاب وجود دارد...(بریا در ادامه نامه تعداد اسرا و درجه نظامی آنان را شرح می‌دهد و تأکید می‌کند که زندانیان که در میان آنها کشیش، زمیندار، کارخانه دار، جاسوس، زندانبان، ژاندارم و مهاجر فراری هم دیده می‌شود، همه دشمنان خلق و اتحاد شوروی هستند و باید اعدام شوند. استالین هم موافقت می‌کند…)